# Saas (España)
Saas (llamada oficialmente Sas) es una aldea española situada en la parroquia de Gundibós, del municipio de Sober, en la provincia de Lugo, Galicia.

## Demografía
| Gráfica de evolución demográfica de Saas entre 2000 y 2021 |
|                                                            |
| Datos según el nomenclátor publicado por el INE.           |